# 天津租界

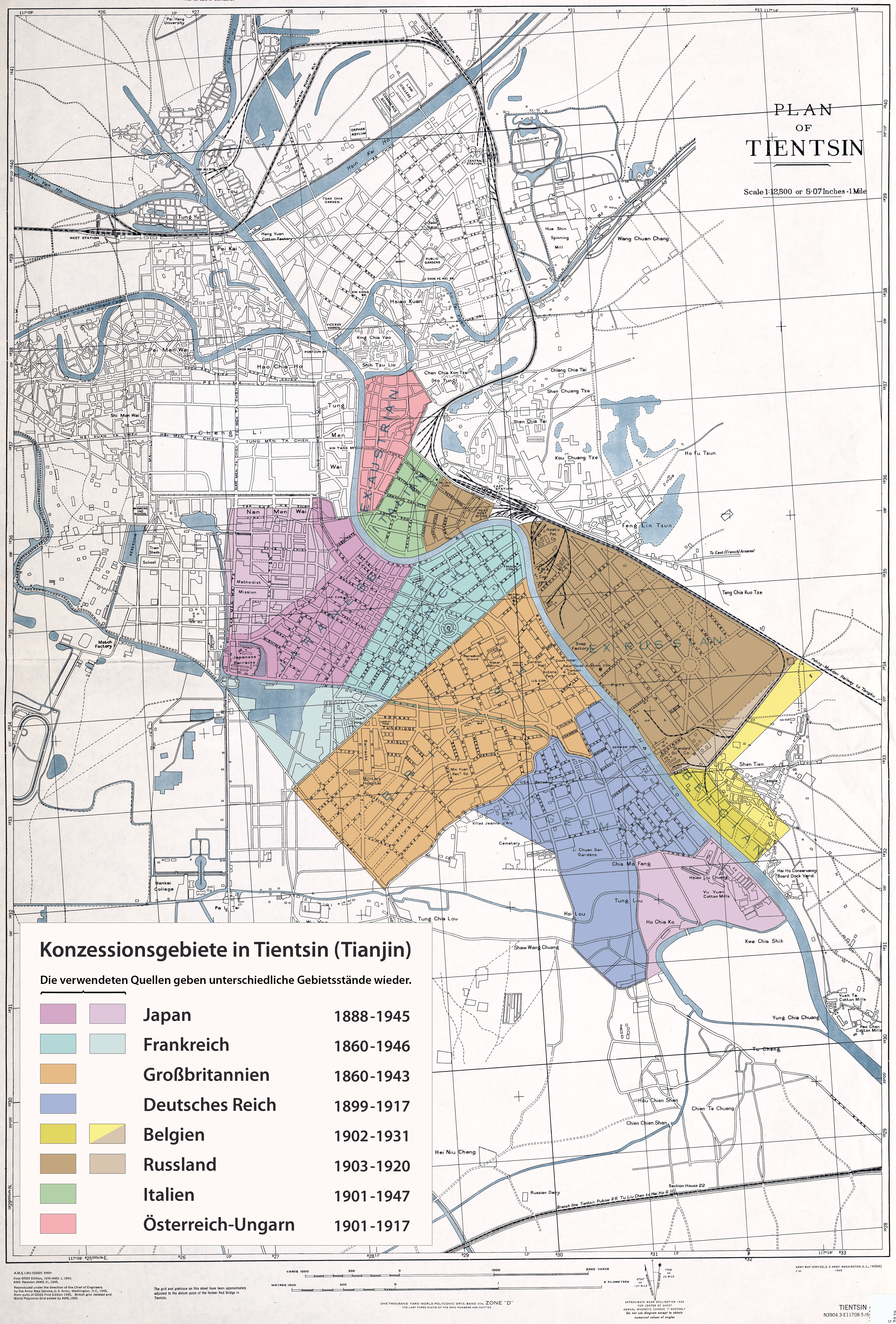
各租界の地図

天津租界（てんしんそかい）とは、1860年から1947年のあいだ、イギリス、フランス、ドイツ、日本、アメリカ、イタリア、ロシア、オーストリア＝ハンガリーとベルギーなどの国が不平等条約や協定を通じて中国の天津旧市街の南東部に行政自治権と治外法権を設定した租借地である。

## 概要
1860年、イギリスがまず他に先駆けて清の天津に租界を設立した。1896年に日清戦争後に日本租界が設立される。1919年には第一次世界大戦に敗北したドイツ租界とオーストリア＝ハンガリーの租界が返還される。最大で9ヶ国が天津に租界を設立しており、第二次世界大戦中も日本やイタリアにより管理されていた。
1945年8月に中華民国が第二次世界大戦に勝利したのち、1947年に正式に天津の最後の二つの租界が回復され、天津租界の歴史は終結した。天津租界その後も西洋文化と中国伝統、地域文化を併せ持ち、天津の多元的な文化の重要な部分を担っている。回復後も各国の様式の建築がある程度残り、旧市街地域は今日に至るまで百年前の風格を留めている。

## 沿革
- 1860年 - アロー戦争後の北京条約により天津が開港、イギリスに次いでフランスが天津に租界を設置。
- 1895年 - ドイツ租界が成立。
- 1896年 - 日清戦争後に日本租界が設置される。
- 1900年 - 義和団の乱で清が八カ国列強に宣戦布告。租界を攻撃した清の正規軍が天津攻略戦で敗北したことから、ロシア租界が成立。
- 1901年 - イタリア租界を設置。
- 1902年 - ベルギー租界、オーストリア＝ハンガリー租界を設置。また、同年に清とアメリカの交渉が難航、暫定していたアメリカ租界地がイギリス租界へ併合される。
- 1919年 - 第一次世界大戦で敗戦したドイツとオーストリア＝ハンガリーの租界が返還される。
- 1920年 - ロシア内戦で混乱しているロシア・ソビエト共和国から北京政府が土地と租界を奪取し、1924年には正式にソビエト連邦が租界の請求権を放棄した。
- 1931年 - ベルギーの租界が返還される。
- 1938年12月14日 - イギリス、フランス租界内の共産主義勢力を一掃するため、日本軍部隊が租界の出入口で検問を実施[1]。
- 1939年 - 天津事件
- 1942年 - 第二次世界大戦でイタリア極東艦隊が大日本帝国海軍と共同作戦を展開。
- 1943年 - 中国における治外法権の返還に関する中英条約により、イギリス租界が返還される。
- 1945年 - 日本の租界が返還される。
- 1946年 - フランス租界が返還される。
- 1947年 - イタリアとの平和条約によってイタリア租界が正式に中華民国へ返還された。

## 麻薬密売
関東庁事務官であった藤原鉄太郎の1923年2月付の報告である「阿片制度調査報告」には、天津に於ける阿片等の麻薬取り締まりは杜撰で、密輸入が極めて多いと記されている。天津に在住する日本人5千名の七割はモルヒネその他の禁制品取引に関係を有し、薬種問屋はもとより、料理屋、雑貨屋ことごとく皆モルヒネの現物大取引をなし、居留地に於ける日本人の繁栄はモルヒネ取引の結果であり、徹底的に取り締まれば天津から日本人がいなくなる、とまで書かれた。余りにも阿片が蔓延し過ぎていたので、本来阿片を取り締まるべき立場だったにも拘わらず日本の天津領事官は中国側の海関に発覚した場合を除いて事態を黙認するか、寛容な取り締まりしか行わなかった。1934年4月には居留民団の財源確保の為に、税金を払えば阿片吸引を黙認する「煙館制度」を実施して収入を得たが、この制度は中国側から見れば居留民団を監督すべき総領事館が麻薬取引を公認したと看做され、煙館、青幇、警察官、不良日本人との間に多くの弊害を生み出した。